# 尊室燍
尊室燍（越南语：／），越南阮朝宗室、官員。

## 生平
尊室燍出身於阮朝尊室第九系，是鎮國大將軍掌營尊室暲第三子。
尊室燍以廕補官，授錦衣該隊。紹治元年陞守護左衛副衛尉。歷遷掌衛。嗣德十二年領廣平巡撫護理清化總督。十四年署前鋒統制。
嗣德二十一年（1868年）領京城提督。卒於官，享壽六十歲。

## 子女
- 尊室膓，官至侍郎
- 尊室肖，秀才，官至祠祭司副使
- 尊室熜，官至禮部員外郎
- 尊室煔，副榜[3]
  - 孫尊室松，醫學家[3]
- 尊室禔，秀才，曾任承天府尹[4]